# Arthur Kern
Arthur Eugen Ludwig Kern (* 30. Mai 1862 in Quanzendorf, Landkreis Reichenbach, Provinz Schlesien; † 26. Januar 1931 in Berlin) war ein deutscher Historiker.

## Leben
Arthur Kern wuchs in seinem Geburtsort auf und legte 1885 am Breslauer Maria-Magdalenen-Gymnasium die Reifeprüfung ab. Er studierte ein Semester an der Schlesischen Friedrich-Wilhelms-Universität Breslau und wechselte dann an die Friedrich-Wilhelms-Universität zu Berlin. In Berlin promovierte er als Schüler von Gustav Schmoller 1892 zum Dr. phil.

## Veröffentlichungen (Auswahl)
- Beiträge zur Agrargeschichte Ostpreußens. 1901.
- Deutsche Hofordnungen des 16. und 17. Jahrhunderts. Band 1: Brandenburg, Preussen, Pommern, Mecklenburg. Weidmann, Berlin 1905, urn:nbn:de:gbv:28-rosdok_ppn1905885857-0.
- Deutsche Hofordnungen des 16. und 17. Jahrhunderts. Band 2: Braunschweig, Anhalt, Sachsen, Hessen, Hanau, Baden, Württemberg, Pfalz, Bayern, Brandenburg, Ansbach. Weidmann, Berlin 1907, urn:nbn:de:gbv:28-rosdok_ppn1905887329-7.
- Das Zollwesen Schlesiens von 1623–1740. 1910.
- Breslauer Verbindungswesen: 1820–1845. Trewendt & Garnier, Breslau 1911.
- Breslauer Verbindungswesen 1820–1845. In: Zeitschrift des Vereins für Geschichte Schlesiens (Breslau). Jg. 45, 1911, S. 121–158 (gekürzte Zusammenfassung des vorgenannten Buchs mit gleichem Titel).